# Philippe Barbier-Saint-Hilaire
Philippe Étienne François Barbier-Saint-Hilaire (16 janvier 1894 à Corre dans la Haute-Saône - 16 mai 1969 à Pondichéry) fut tour à tour polytechnicien et ingénieur à Paris, chercheur spirituel au Japon et en Mongolie, puis, sous le nom de Pavitra, disciple de Sri Aurobindo et secrétaire général de l'ashram Sri Aurobindo à Pondichéry.

## Itinéraire de Paris à Pondichéry
Né d'un père industriel, il entre à l'École Polytechnique en 1913. Il est mobilisé en août 1914 et passe deux ans dans les tranchées comme sous-lieutenant d'artillerie, puis trois ans dans l'état-major comme officier de renseignements d'artillerie. Parallèlement, il lit des ouvrages sur la théosophie et l'occultisme, ce qui éveille en lui un intérêt pour les religions asiatiques. Au moment de l'Armistice, en novembre 1918, il attrape la grippe espagnole et, tandis que ses camarades de combat meurent autour de lui, décide, s'il s'en sort, de consacrer sa vie à l'accomplissement de sa destinée spirituelle. De retour à Paris, il termine ses études à Polytechnique et à l'École des ponts et chaussées et est nommé ingénieur à la tête d'un secteur du département de la Seine.
Mais cette vie ne le satisfait décidément pas, et il embarque en 1920 pour le Japon, où pendant quatre ans il mènera de front un travail de laboratoire et la pratique du bouddhisme zen. Puis en 1924, en compagnie d'une délégation de lamas mongols, il part pour la Mongolie où il demeure pendant neuf mois. Après quoi, n'ayant toujours pas trouvé son maître spirituel, il décide de se rendre en Inde. Un long périple l'amène alors à Pondichéry, où il arrive en décembre 1925 et d'où il ne partira plus.

## Pondichéry
Il y rencontre d'abord Mirra Alfassa, que l'on commence à cette époque à appeler la Mère, puis, le lendemain, Sri Aurobindo, qui lui explique le sens et la démarche de son yoga et conclut en lui disant : « Eh bien, si vous voulez essayer, vous pouvez rester. » S'ensuivent d'autres entretiens, quasi-quotidiens, qui ne prendront fin que lorsque Sri Aurobindo décidera de se retirer complètement, en novembre 1926, et qui seront publiés ultérieurement sous le titre Sri Aurobindo : Conversations avec Pavitra. Pavitra, qui signifie le pur, est le nom que lui a donné Sri Aurobindo.
C'est aussi à partir de novembre 1926 que l'ashram, qui ne comptait alors qu'une poignée de membres, en grande partie livrés à eux-mêmes, commence à s'organiser sous l'égide de la Mère. Pavitra en devient le secrétaire général et prend en charge de nombreux projets dont l'objet est de satisfaire les besoins de la communauté tout en donnant à chacun un travail grâce auquel il pourra pratiquer une discipline yoguique qui se veut intégrale. Pour Pavitra, cela signifie notamment la mise à contribution de ses capacités d'ingénieur, mais c'est aussi pour lui l'occasion d'en développer de nouvelles en devenant directeur du Centre international d'éducation Sri Aurobindo, lequel est inauguré officiellement en 1952. Il est chargé aussi des relations avec la France, notamment avec les gouverneurs français de Pondichéry jusqu'à l'intégration du territoire à la République de l'Inde en 1954, et il accueille les visiteurs venus d'Europe, tel Henri Cartier-Bresson en 1950.
Sa vie à Pondichéry fut discrète, faite de travail uni à une discipline intérieure, et il ne sortira de sa réserve que pour livrer quelques souvenirs lors d'une causerie qu'il fit aux élèves de l'école en 1964.

## Publications
- P. B. Saint-Hilaire and G. Monod-Herzen, The message of Sri Aurobindo and his Ashram, translated from French by C. C. Dutt and Nolini Kanta Gupta, Pondicherry, Sri Aurobindo Ashram, 1947.
- Pavitra, L'évolution future de l'Humanité, Pondichéry, Sri Aurobindo Ashram, 1962. Compilation de textes de Sri Aurobindo.
- Pavitra, Une causerie aux élèves de l'école de l'Ashram, 8 août 1964. Texte en ligne : . Récit autobiographique.
- Sri Aurobindo, Conversations avec Pavitra [18 décembre 1925 au 20 novembre 1926], Paris, Fayard, 1972. (en) Texte en ligne :
- Pavitra, On Meditation and Discipline, Pondicherry, Sri Aurobindo Ashram, 1971.
- Pavitra, Quelques Conseils, selon Sri Aurobindo et La Mère, Pondichéry, Sri Aurobindo Ashram, 1971.
- Robert Sailley, Srî Aurobindo, philosophe du yoga intégral. [Suivi de] Sri Aurobindo, Conversations avec Pavitra, Paris, R. Laffont, 1977.
- Sri Aurobindo, Essais sur la Guîtâ, traduits de l'anglais par Philippe Barbier-Saint-Hilaire et Alexandre Kalda, Éditions du Rocher, Monaco, 1991.
- Philippe [Jean] Barbier-Saint-Hilaire, Itinéraire d'un enfant du siècle. Correspondance de Pavitra avec son père : 1918-1954. De l'École polytechnique à l'ashram de Sri Aurobindo, de Paris à Pondichéry via le Japon et la Mongolie-intérieure, Paris, Buchet-Chastel, 2001.